# Чемпионат СССР по водному поло 1965
XXV чемпионат СССР по водному поло (XXII чемпионат для клубных команд) проходил с 16 апреля по 25 октября 1965 года. Победителем турнира стала команда ЦВСК ВМФ.

## Общая информация
В чемпионате участвовали 12 команд, объединённых в первую группу класса «А». Команды сыграли в два круга, матчи принимали Киев, Тбилиси, Волгоград, Львов, Баку и Москва (бассейн ЦСКА).
Чемпионом СССР за два тура до конца турнира, после победы над занявшим в итоге второе место московским «Динамо», стала команда ЦВСК ВМФ. Московское «Торпедо» показало лучший результат на заключительном этапе чемпионата в столице (11 очков из 12), но по разнице мячей уступило бронзовые медали бакинской команде ККФ.
Волгоградский «Спартак» и минский «Буревестник» не смогли удержаться в первой группе класса «А» и вернулись во вторую группу. В чемпионате 1966 года их заменят «Спартак» из Ленинграда и подмосковный «Труд».

## Турнирная таблица
|                                | 1       | 2       | 3       | 4       | 5       | 6       | 7       | 8       | 9       | 10      | 11      | 12      | И  | В  | Н  | П  | М     | О  |
| ------------------------------ | ------- | ------- | ------- | ------- | ------- | ------- | ------- | ------- | ------- | ------- | ------- | ------- | -- | -- | -- | -- | ----- | -- |
| 1. ЦВСК ВМФ (Москва)           |         | 4:2 4:3 | 2:1 2:4 | 2:2     | 4:4 3:3 | 4:2 1:1 | 3:3 4:1 | 1:0 2:1 | 2:4 2:1 | 5:2 4:3 | 4:2 5:1 | 5:3 4:2 | 22 | 14 | 6  | 2  | 69:47 | 34 |
| 2. «Динамо» (Москва)           | 2:4 3:4 |         | 2:3 2:1 | 2:1 1:4 | 1:2 2:1 | 2:1 2:3 | 2:2 4:1 | 3:3 2:0 | 2:1 3:1 | 5:4 4:3 | 3:2 2:1 | 3:1 5:1 | 22 | 14 | 2  | 6  | 57:44 | 30 |
| 3. ККФ (Баку)                  | 1:2 4:2 | 3:2 1:2 |         | 3:3 1:2 | 0:2 4:3 | 3:3     | 2:2 3:4 | 2:2     | 3:1 3:2 | 6:3 2:1 | 6:1 4:2 | 3:0 4:3 | 22 | 11 | 6  | 5  | 63:47 | 28 |
| 4. «Торпедо» (Москва)          | 2:2     | 1:2 4:1 | 3:3 2:1 |         | 3:7 1:2 | 2:3 5:4 | 3:0 3:5 | 3:1 1:2 | 3:2 4:2 | 3:2     | 2:2 5:2 | 5:4 6:0 | 22 | 12 | 4  | 6  | 66:51 | 28 |
| 5. «Динамо» (Тбилиси)          | 4:4 3:3 | 2:1 1:2 | 2:0 3:4 | 7:3 2:1 |         | 2:2 3:3 | 3:4 1:4 | 4:3 1:1 | 5:3 1:1 | 3:5 5:4 | 5:3 8:1 | 4:2 2:2 | 22 | 10 | 7  | 5  | 71:56 | 27 |
| 6. МГУ (Москва)                | 2:4 1:1 | 1:2 3:2 | 3:3     | 3:2 4:5 | 2:2 3:3 |         | 3:2 4:2 | 3:3 3:4 | 2:0 1:2 | 2:1 1:2 | 4:0 3:2 | 7:2 6:1 | 22 | 10 | 6  | 6  | 64:48 | 26 |
| 7. «Динамо» (Львов)            | 3:3 1:4 | 2:2 1:4 | 2:2 4:3 | 0:3 5:3 | 4:3 4:1 | 2:3 2:4 |         | 1:1 4:4 | 2:2 3:3 | 4:3 1:1 | 3:4 3:1 | 7:0 5:1 | 22 | 8  | 8  | 6  | 63:55 | 24 |
| 8. «Трудовые резервы» (Москва) | 0:1 1:2 | 3:3 0:2 | 2:2     | 1:3 2:1 | 3:4 1:1 | 3:3 4:3 | 1:1 4:4 |         | 4:4 2:2 | 4:1 0:2 | 2:1 2:2 | 4:5 3:0 | 22 | 5  | 10 | 7  | 48:49 | 20 |
| 9. «Динамо» (Киев)             | 4:2 1:2 | 1:2 1:3 | 1:3 2:3 | 2:3 2:4 | 3:5 1:1 | 0:2 2:1 | 2:2 3:3 | 4:4 2:2 |         | 3:3 1:2 | 2:1 2:2 | 4:3 4:1 | 22 | 5  | 7  | 10 | 47:54 | 17 |
| 10. «Балтика» (Ленинград)      | 2:5 3:4 | 4:5 3:4 | 3:6 1:2 | 2:3     | 5:3 4:5 | 1:2 2:1 | 3:4 1:1 | 1:4 2:0 | 3:3 2:1 |         | 1:2 4:4 | 5:1 2:4 | 22 | 5  | 3  | 14 | 56:67 | 13 |
| 11. «Спартак» (Волгоград)      | 2:4 1:5 | 2:3 1:2 | 1:6 2:4 | 2:2 2:5 | 3:5 1:8 | 0:4 2:3 | 4:3 1:3 | 1:2 2:2 | 1:2 2:2 | 2:1 4:4 |         | 4:2 2:0 | 22 | 4  | 4  | 14 | 42:72 | 12 |
| 12. «Буревестник» (Минск)      | 3:5 2:4 | 1:3 1:5 | 0:3 3:4 | 4:5 0:6 | 2:4 2:2 | 2:7 1:6 | 0:7 1:5 | 5:4 0:3 | 3:4 1:4 | 1:5 4:2 | 2:4 0:2 |         | 22 | 2  | 1  | 19 | 38:94 | 5  |

## Матчи
Первый круг

Киев
1-й тур. 16 апреля
- «Динамо» К — ЦВСК ВМФ — 4:2
- «Динамо» Лв — «Балтика» — 4:3
- МГУ — «Буревестник» — 7:2

2-й тур. 17 апреля
- МГУ — «Динамо» Лв — 3:2
- «Динамо» К — «Балтика» — 3:3
- ЦВСК ВМФ — «Буревестник» — 5:3

3-й тур. 18 апреля
- «Динамо» К — «Динамо» Лв — 2:2
- ЦВСК ВМФ — МГУ — 4:2
- «Балтика» — «Буревестник» — 5:1

4-й тур. 19 апреля
- «Динамо» Лв — ЦВСК ВМФ — 3:3
- «Динамо» К — «Буревестник» — 4:3
- МГУ — «Балтика» — 2:1

5-й тур. 20 апреля
- МГУ — «Динамо» К — 2:0
- «Динамо» Лв — «Буревестник» — 7:0
- ЦВСК ВМФ — «Балтика» — 5:2

Тбилиси
1-й тур. 16 апреля
- «Торпедо» — ККФ — 3:3
- «Динамо» Тб — «Динамо» М — 2:1
- «Трудовые резервы» — «Спартак» — 2:1

2-й тур. 17 апреля
- «Динамо» Тб — «Спартак» — 5:3
- «Трудовые резервы» — ККФ — 2:2
- «Динамо» М — «Торпедо» — 2:1

3-й тур. 18 апреля
- «Торпедо» — «Спартак» — 2:2
- ККФ — «Динамо» М — 3:2
- «Динамо» Тб — «Трудовые резервы» — 4:3

4-й тур. 19 апреля
- «Трудовые резервы» — «Динамо» М — 3:3
- «Динамо» Тб — «Торпедо» — 7:3
- ККФ — «Спартак» — 6:1

5-й тур. 20 апреля
- «Динамо» Тб — ККФ — 2:0
- «Торпедо» — «Трудовые резервы» — 3:1
- «Динамо» М — «Спартак» — 3:2

Волгоград
6-й тур. 4 мая
- ЦВСК ВМФ — «Динамо» Тб — 4:4
- МГУ — «Торпедо» — 3:2
- ККФ — «Буревестник» — 3:0
- «Динамо» М — «Динамо» К — 2:1
- «Трудовые резервы» — «Балтика» — 4:1
- «Спартак» — «Динамо» Лв — 4:3

7-й тур. 5 мая
- ЦВСК ВМФ — «Торпедо» — 2:2
- «Динамо» Лв — «Динамо» Тб — 4:3
- «Спартак» — «Балтика» — 2:1
- «Динамо» К — «Трудовые резервы» — 4:4
- МГУ — ККФ — 3:3
- «Динамо» М — «Буревестник» — 3:1

8-й тур. 6 мая
- «Балтика» — «Динамо» Тб — 5:3
- «Торпедо» — «Динамо» Лв — 3:0
- «Динамо» М — МГУ — 2:1
- «Буревестник» — «Трудовые резервы» — 5:4
- «Динамо» К — «Спартак» — 2:1
- ЦВСК ВМФ — ККФ — 2:1

9-й тур. 7 мая
- МГУ — «Трудовые резервы» — 3:3
- «Торпедо» — «Балтика» — 3:2
- «Динамо» Лв — ККФ — 2:2
- ЦВСК ВМФ — «Динамо» М — 4:2
- «Динамо» Тб — «Динамо» К — 5:3
- «Спартак» — «Буревестник» — 4:2

10-й тур. 8 мая
- ККФ — «Балтика» — 6:3
- «Динамо» М — «Динамо» Лв — 2:2
- «Торпедо» — «Динамо» К — 3:2
- ЦВСК ВМФ — «Трудовые резервы» — 1:0
- «Динамо» Тб — «Буревестник» — 4:2
- МГУ — «Спартак» — 4:0

11-й тур. 9 мая
- «Динамо» Тб — МГУ — 2:2
- «Торпедо» — «Буревестник» — 5:4
- ККФ — «Динамо» К — 3:1
- ЦВСК ВМФ — «Спартак» — 4:2
- «Динамо» М — «Балтика» — 5:4
- «Динамо» Лв — «Трудовые резервы» — 1:1

Второй круг

Львов
12-й тур. 18 мая
- «Динамо» М — «Динамо» Тб — 2:1
- «Трудовые резервы» — «Торпедо» — 2:1
- «Динамо» Лв — «Спартак» — 3:1

13-й тур. 19 мая
- «Трудовые резервы» — «Динамо» Лв — 4:4
- «Динамо» Тб — «Спартак» — 8:1
- «Торпедо» — «Динамо» М — 4:1

14-й тур. 20 мая
- «Динамо» М — «Динамо» Лв — 4:1
- «Динамо» Тб — «Торпедо» — 2:1
- «Трудовые резервы» — «Спартак» — 2:2

15-й тур. 21 мая
- «Торпедо» — «Спартак» — 5:2
- «Динамо» М — «Трудовые резервы» — 2:0
- «Динамо» Лв — «Динамо» Тб — 4:1

16-й тур. 22 мая
- «Трудовые резервы» — «Динамо» Тб — 1:1
- «Динамо» М — «Спартак» — 2:1
- «Динамо» Лв — «Торпедо» — 5:3

Баку
12-й тур. 18 мая
- ККФ — МГУ — 3:3
- ЦВСК ВМФ — «Буревестник» — 4:2
- «Балтика» — «Динамо» К — 2:1

13-й тур. 19 мая
- «Динамо» К — «Буревестник» — 4:1
- «Балтика» — МГУ — 2:1
- ККФ — ЦВСК ВМФ — 4:2

14-й тур. 20 мая
- ЦВСК ВМФ — «Балтика» — 4:3
- «Динамо» К — МГУ — 2:1
- ККФ — «Буревестник» — 4:3

15-й тур. 21 мая
- МГУ — «Буревестник» — 6:1
- ЦВСК ВМФ — «Динамо» К — 2:1
- ККФ — «Балтика» — 2:1

16-й тур. 22 мая
- ЦВСК ВМФ — МГУ — 1:1
- ККФ — «Динамо» К — 3:2
- «Буревестник» — «Балтика» — 4:2

Москва
17-й тур. 19 октября
- «Динамо» Лв — «Буревестник» — 5:1
- «Трудовые резервы» — МГУ — 4:3
- «Динамо» М — «Динамо» К — 3:1
- «Динамо» Тб — «Балтика» — 5:4
- «Торпедо» — ККФ — 2:1
- ЦВСК ВМФ — «Спартак» — 5:1

18-й тур. 20 октября
- МГУ — «Динамо» М — 3:2
- ЦВСК ВМФ — «Динамо» Лв — 4:1
- «Трудовые резервы» — «Буревестник» — 3:0
- ККФ — «Спартак» — 4:2
- «Динамо» Тб — «Динамо» К — 1:1
- «Торпедо» — «Балтика» — 3:2

19-й тур. 21 октября
- ЦВСК ВМФ — «Трудовые резервы» — 2:1
- «Динамо» М — «Буревестник» — 5:1
- «Динамо» Лв — ККФ — 4:3
- «Торпедо» — «Динамо» К — 4:2
- «Спартак» — «Балтика» — 4:4
- МГУ — «Динамо» Тб — 3:3

20-й тур. 23 октября
- «Балтика» — «Динамо» Лв — 1:1
- «Динамо» К — «Спартак» — 2:2
- «Торпедо» — МГУ — 5:4
- «Буревестник» — «Динамо» Тб — 2:2
- ЦВСК ВМФ — «Динамо» М — 4:3
- ККФ — «Трудовые резервы» — 2:2

21-й тур. 24 октября
- «Динамо» Тб — ЦВСК ВМФ — 3:3
- «Торпедо» — «Буревестник» — 6:0
- «Балтика» — «Трудовые резервы» — 2:0
- «Динамо» М — ККФ — 2:1
- МГУ — «Спартак» — 3:2
- «Динамо» Лв — «Динамо» К — 3:3

22-й тур. 25 октября
- «Динамо» К — «Трудовые резервы» — 2:2
- «Динамо» М — «Балтика» — 4:3
- ККФ — «Динамо» Тб — 4:3
- МГУ — «Динамо» Лв — 4:2
- ЦВСК ВМФ — «Торпедо» — 2:2
- «Спартак» — «Буревестник» — 2:0

## Призёры
ЦВСК ВМФ: Виктор Агеев, Анатолий Акимов, Виктор Акимов, Вадим Гуляев, Александр Долгушин, Игорь Зингер, Зинур Исянов, Юрий Копейкин, Сурен Маркаров, Владимир Семёнов, Анатолий Шуберт. Тренер — Борис Гойхман.
 «Динамо» (Москва): Георгий Алавердов, Олег Бовин, Борис Гришин, Александр Лебедев, Виктор Кадыченко, Сергей Некрасов, Александр Польщиков, Владимир Ракитин, Вячеслав Скок, Евгений Троицкий, Борис Ухов. Тренер — Николай Малин.
 ККФ: Александр Бобров, Зенон Борткевич, Владимир Кравченко, Николай Кузнецов, Николай Манцев, Михаил Могилевец, Вячеслав Петров, Александр Савин, Николай Трухин. Тренер — Евгений Сальцын.